# Elias Schmäh
Elias Schmäh (* 26. September 1986 in Richterswil) ist ein ehemaliger Schweizer Radrennfahrer.
Elias Schmäh begann seine internationale Karriere 2006 beim Schweizer Continental Team Hadimec-Nazionale Elettronica. Im Jahr 2007 gewann er den Schweizer Meistertitel im Strassenrennen der U23. Schmäh nahm zweimal am U23-Strassenrennen der Weltmeisterschaften teil: 2006 in Stuttgart belegte er den 33. Platz, 2007 wurde er 16. Beim GP Triberg Schwarzwald, einem Rennen der ersten UCI-Kategorie, wurde er 2009 14. und 2010 15. In der Gesamtwertung des Etappenrennens Flèche du Sud 2010 wurde er Siebter. Nach Ablauf der Saison 2011 beendete Schmäh seine internationale Karriere.

## Erfolge
2007
- Schweizer Meister – Strassenrennen (U23)

## Teams
- 2006 Hadimec-Nazionale Elettronica
- 2007 Hadimec-Nazionale Elettronica
- 2008 Team Volksbank-Vorarlberg
- 2009 Vorarlberg-Corratec
- 2010 Price-Custom Bikes
- 2011 Price your Bike